# Dino Sarti
Dino Sarti (né à Bologne le 20 novembre 1936 et mort à Bentivoglio le 11 février 2007) est un artiste dialectal, auteur-compositeur -interprète, et chanteur de cabaret, acteur et écrivain italien. Il est considéré avec Andrea Mingardi (it) comme un des chanteurs les plus populaires en dialecte bolognais.

## Biographie
Dino Sarti commence à se produire dans les salles de danse de Bologne au milieu des années 1950 alors qu'il travaille comme tourneur en mécanique dans une usine. Ses débuts officiels se deroulent en 1956, à la Festa de l'Unità de Bologne. Il est engagé par un club de San Lazzaro di Savena et réunit un répertoire de chansons américaines et françaises. Il participe à un concours radiophonique pour de nouvelles voix (voci nuove), quitte l'usine et rejoint le groupe Casamatta et fait ses débuts au Palace Hotel à Saint-Moritz.
En 1958 il enregistre un 45 tours Bernardine/Giorgio del Lago Maggiore et fait ses débuts à la télévision à Radio Monte Ceneri en Suisse, puis se produit dans une émission dirigée par Mike Bongiorno à la télévision italienne tout en poursuivant ses soirées dans les boîtes de nuit et les clubs de danse. Il fréquente un groupe de musiciens de jazz et enregistre sa première chanson en dialecte bolognais Per piasair lasa ster mi dona (Veuillez laisser ma femme tranquille).
Il découvre les disques de Jacques Brel et enregistre diverses chansons de Brel, Bécaud et Aznavour en dialecte bolognais. Son premier album date de 1970 avec des traductions du français vers le bolognais (Jef de Brel, devient Dein amigh) et de vieilles chansons populaires bolognaises. L'album se vend à 100 000 exemplaires, un événement pour un album de chansons en dialecte.
En 1974, Renato Zangheri (it) sollicite Sarti pour chanter le 15 août pour les Bolognais restés en ville, devant 40 000 personnes, le rendez-vous sur la Piazza Maggiore devint ainsi une tradition (1974-1987).
En 1977, il enregistre Bologna campione (Bologne champion), l'hymne de l'équipe de football locale.
Comme écrivain, Sarti publie des livres comme Vengo dal night, Night and day, O si è bolognesi o si sa l'inglese, Quanto zucchero?. Il participe également au téléfilm Fontamara de Carlo Lizzani (1980) et aux films Vai alla grande (it) de Salvatore Samperi (1983) et Dichiarazioni d'amore de Pupi Avati (1994).
Dans les années 1980 et 1990, son activité d'enregistrement ralentit.
Dino Sarti meurt le 11 février 2007 à l'âge de 70 ans, à l'hôpital de Bentivoglio, dans la province de Bologne, où il a été hospitalisé. Malgré une carrière artistique couronnée de succès, il est mort seul et dans la pauvreté. La commune de Bologne a pris en charge ses funérailles. Lui et sa femme sont enterrés au cimetière de la frazione Monte San Giovanni (Monte San Pietro, dans les Apennins bolognais).

## Discographie partielle

### 33 tours
- 1972 : Bologna invece! (Fontana Records)
- 1973 : 2, Bologna invece! (Fontana Records)
- 1974 : 3, Bologna invece! (Fontana Records)
- 1975 : 4, Bologna invece! (Fontana Records)
- 1977 : Dino Sarti (album 1977) (Fontana Records)
- 1979 : I love you cucombra (Cocomero ti amo) (Fontana Records)
- 1982/1980 : Spomèti (Fonit Cetra, LPX 87)
- 1985 : Night and Day Schiva l'uliva (Carisch, S.TCA 15017)
- 1989 : Dino Sarti (album 1989) (Fonit Cetra, PL 770)

### CD
- 1994 : Dino Sarti Sentimental Bertoldo(Fonit Cetra, CDM 2042)
- 1994 : Sentimental Bertoldo (Mercuty-Universal)
- 2005 : Natale con Dino (compilation 2 CD)

### EP
- 1958 : Nel blu dipinto di blu/Amare un'altra/Non potrai dimenticare/Fantastica (Smart Records, EPS 3001)
- 1958 : Messico/Buenas noches mi amor/Sì...amor/Al chiar di luna porto fortuna (Parlophon, QMSE 45071)
- 1959 : I Sing Ammore/Buon Dì/Nessuno al mondo/Poter tornare bambini (Parlophon, QMSE 45081)

### 45 tours
- 1958 : Giorgio/La pasta asciutta (Parlophon, QMSP 16158)
- 1958 : Magic moments/Colonel Bogey (Parlophon, QMSP 16167)
- 1958 : Deciditi/Ciao... ciao... ciao (Parlophon, QMSP 16197)
- 1958 : Buenas noches mi amor/Messico (Parlophon, QMSP 16200)
- 1959: Al chiar di luna porto fortuna/C'è una chiesetta (Parlophon, QMSP 16204)
- 1959 : Marjolaine/Sotto l'ombrellino con me (Parlophon, QMSP 16220)
- 1959 : Avevamo la stessa età/Così così (Parlophon, QMSP 16225)
- 1960 : Col cannocchiale/Tom Juke-box (IPM, IP 3026)
- 1961: Verrò/Per sempre o mai (Caruso, CV/10/10)
- 1961 : Toi e moi/Fammi piangere (Caruso, CV/10/14)
- 1962: Par piasair/Zairchen un'etra (Fonit Cetra, SP 31030)
- 1973: La prova d'amore/Tango imbezell (Fontana Records)
- 1974: Viale Ceccarini, Riccione/Quando torni? (Fontana Records)
- 1975: Respiri bene X il naso/Buonanotte amore (Fontana Records)
- 1975 : Il tortellino/Bologna campione (Fontana Records)
- 1977: La ballata del Passatore/3000 scudi, Stefano (Fontana Records)
- 1982: E siamo andati in piazza a urlare Italia/Tango 21 (Dino Sarti self release, DS 101)
- 1988: Bologna campione/Vacanze (Fonit Cetra, SP 1867)

## Filmographie partielle
- 1980 : Fontamara, téléfilm de Carlo Lizzani
- 1983 : Vai alla grande (it) de Salvatore Samperi
- 1994 : Dichiarazioni d'amore de Pupi Avati

## Publications
- Vengo dal night
- Tango Imbezel (il tango è imbecille)
- Night and Day
- O si è bolognesi o si sa l'inglese
- Quanto zucchero?